# Аттільяно
Аттільяно (італ. Attigliano) — муніципалітет в Італії, у регіоні Умбрія,  провінція Терні.
Аттільяно розташоване на відстані близько 75 км на північ від Рима, 70 км на південь від Перуджі, 30 км на захід від Терні.
Населення — 2018 осіб (2014).
Щорічний фестиваль відбувається 10 серпня. Покровитель — San Lorenzo Martire.

## Демографія
Населення за роками:

Станом на 1 січня 2023 року в муніципалітеті офіційно проживали 363 іноземці з 41 країни, серед них 68 громадян країн Євросоюзу та 20 громадян України.

## Сусідні муніципалітети
- Амелія
- Бассано-ін-Теверина
- Бомарцо
- Джове
- Граффіньяно
- Луньяно-ін-Теверина